# 21700 Caseynicole
21700 Caseynicole è un asteroide della fascia principale. Scoperto nel 1999, presenta un'orbita caratterizzata da un semiasse maggiore pari a 2,5910939 UA e da un'eccentricità di 0,1512743, inclinata di 3,73305° rispetto all'eclittica.